# Nationaldemokratische Union (Armenien)
Die Nationaldemokratische Union (armenisch Ազգային ժողովրդավարական միություն Asgajin Zhoghowerdakan Mijutjun, abgekürzt AZM) ist eine Partei in Armenien.

## Geschichte
Die Partei gründete sich nach der Unabhängigkeit Armeniens von der Sowjetunion im Jahr 1991 und registrierte sich offiziell am 19. März 1992. Unter dem Vorsitzenden Wasgen Manukjan erhielt die Partei erstmals Sitze in der Nationalversammlung. Manukjan zählt zu den Mitbegründern der Karabach-Bewegung, war der erste Premierminister der Republik Armenien, dann Verteidigungsminister und zählte zu den engen Verbündeten von Lewon Ter-Petrosjan während dessen Amtszeit als Präsident.
Mitte der 1990er Jahre befürwortete die Partei eine Lösung des Karabach-Konfliktes durch Rückgabe besetzter Gebiete an Aserbaidschan für die Anerkennung der Unabhängigkeit Bergkarabachs im Gegenzug. Manukjan wurde in den Präsidentschaftswahlen 1996 als aussichtsreichster Hauptrivale von Ter-Petrosjan wahrgenommen. In der Folge wurde die Partei durch mehrere Abspaltungen geschwächt, wobei auch persönliche Ambitionen von Politikern eine Rolle spielten. Noch in den 2000er Jahren war die Partei stark durch ihre Einzelvertreter geprägt, besaß nur lose Parteistrukturen und eine schwache Parteibasis.
Im gegenwärtigen Parlament ist die Partei nicht vertreten und war auch nicht zu den vorgezogenen Wahlen 2018 angetreten.

## Abgeordnete in der Nationalversammlung
Hinweis: Fraktionsmitglieder mit anderweitiger Parteimitgliedschaft sind nicht mit aufgeführt.
| - Seiran Awagjan (1990–1995, 1995–1999, 1999–2003) - Semjon Baghdassarjan (1990–1995, 1999–2003) - Filaret Berikjan (1999–2003) - Ljudwik Chatschatrjan (1990–1995) Parteimitgliedschaft unklar | - Smbat Hakopjan (1990–1995) Parteimitgliedschaft unklar - Schawarsch Kotscharjan (1990–1995, 1995–1999) - Wasgen Manukjan (1990–1995, 1995–1999, 1999–2003, 2003–2007) - Seriozha Mkrtumjan (1990–1995) Parteimitgliedschaft unklar | - Arschak Sadojan (1990–1995, 1995–1999) - Tigran Sargsjan (1990–1995) Parteimitgliedschaft unklar - David Wardanjan (1990–1995 für die HHS, aber in gleicher Fraktion, 1995–1999) |

Quelle: Webseite der Nationalversammlung

## Fraktionsvorsitzende
Alle bisherigen Fraktionsvorsitzenden der Nationaldemokratischen Union in der Nationalversammlung:

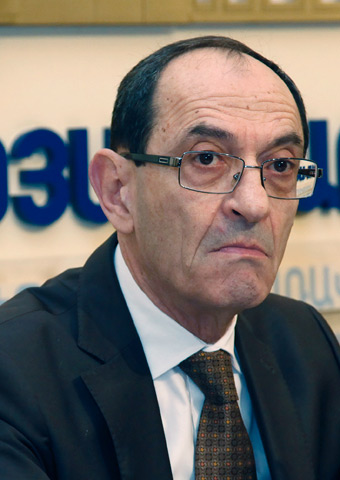
Schawarsch Kotscharjan 28. Nov. 1991 bis 11. Sept. 1995
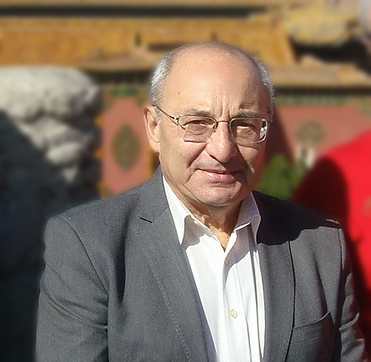
Wasgen Manukjan 12. Sept. 1995 bis 10. Juni 1999
Semjon Baghdassarjan 11. Juni 1999 bis 12. Juni 2003